# Le Flic de Hong Kong 2
Série
Le Flic de Hong Kong
(1985) Le Flic de Hong Kong 3
(1986)
Pour plus de détails, voir Fiche technique et Distribution.
Le Flic de Hong Kong 2 (夏日福星, Xia ri fu xing) est un film hongkongais réalisé par Sammo Hung en 1985. C'est le troisième volet de la série des Lucky Stars.

## Synopsis
L'agent Muscle doit cette fois protéger un parrain de la drogue à qui il a déjà mené la vie dure par le passé. Il appelle une nouvelle fois ses amis à la rescousse.

## Fiche technique
- Titre : Le Flic de Hong Kong 2
- Titre anglais : Twinkle, Twinkle, Lucky Stars
- Titre original : 夏日福星 (Xia ri fu xing)
- Réalisation : Sammo Hung
- Scénario : Barry Wong
- Production : Leonard Ho, Eric Tsang
- Photographie : Arthur Wong
- Durée : 90 minutes
- Genre : Action, Comédie
- Studio : Golden Harvest, Bojon Films Company Ltd., Paragon Films Ltd.
- Dates de sortie :
  - Hong Kong : 15 août 1985
  - France : 19 juin 1990 (en VHS)

## Distribution
- Jackie Chan : Muscle
- Sammo Hung : Fat buck
- Richard Ng : Sandy
- Richard Norton : Le tueur américain
- Stanley Fung : Rowhide
- Michelle Yeoh : l'instructrice de judo
- Sibelle Hu : Barbara
- Yuen Biao : Ricky
- Charlie Shin : Herbert
- Eric Tsang : Blockhead
- Wu Ma : Le sorcier
- John Shum : Curly
- Dick Wei

## Autour du film
Ce film est précédé par Le Gagnant (1983) et Le Flic de Hong Kong (1985).
À noter le retour de John Shum, absent dans le deuxième volet Le Flic de Hong Kong.